# Backhaul
En télécommunications, un réseau de backhaul, appelé au Québec réseau d'amenée et dans la plupart des pays anglophones backhaul network ou backhauling, est un réseau intermédiaire, permettant par exemple, l'émission et la réception de données entre un centre de radiodiffusion et une station terrestre d'un réseau satellite ou entre les équipements de raccordement d'abonnés (DSLAM, station de base) et le cœur des réseaux de télécommunication fixes ou mobiles.
Le terme « mobile backhaul » est plus particulièrement utilisé dans les réseaux de téléphonie mobile, pour désigner le réseau de transmission et les liens entre le cœur de réseau : les BSC ou RNC, et les antennes relais de la partie radio : RAN, GERAN, UTRAN ou EUTRAN, selon la génération du réseau de téléphonie mobile. 
Les liaisons composant le réseau de backhaul peuvent être en fibres optiques, en cuivre ou supportées par des faisceaux hertziens. 
La vitesse (débit maximal) des liaisons de backhaul doit être adaptée au débit des données issues des boucles locales fixes ou mobiles, afin de ne pas être le facteur limitant (le goulot d’étranglement) dans le réseau.   
Ces réseaux peuvent avoir une topologie point-à-point, maillée ou en anneau.